# Vulfrida de Wilton
Vulfrida também conhecida como Wulfthryth (falecida em 1000), era uma santa católica e abadessa da Inglaterra anglo-saxônica que era venerada localmente em Wiltshire. 

## Vida

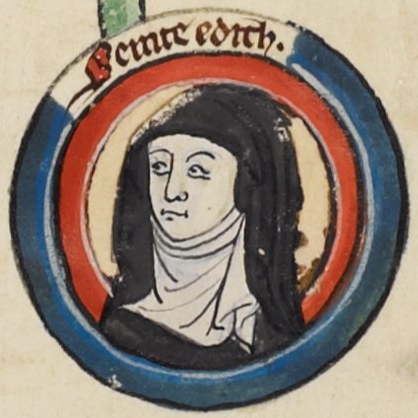
Desenho contemporâneo de Edite.

Vulfrida era uma nobre inglesa, prima de Vulfildo, nascida por volta de 937, que o rei Edgar da Inglaterra retirou do convento em Wilton Abbey e levou para sua residência em Kemsing, perto de Sevenoaks. Enquanto estava em Kent, Vulfrida deu à luz uma filha, Edite.
Depois de pelo menos um ano, Vulfrida retornou à Wilton Abbey, levando Edite com ela. Mais tarde, ela se tornou chefe da abadia e sobreviveu à filha. 
Segundo os primeiros textos monásticos, sob a direção de Santo Dunstano, Edgar penitenciou-se deste crime não usando a sua coroa por sete anos. Como parte da sua penitência, Edgar deu a Vulfrida seis propriedades em Wiltshire e na Ilha de Wight, que ela passou para a Abadia de Wilton em 965 d.C.. Uma forma de rapto de noivas, muitas vezes mais simulada do que real, pode ter existido como um vestígio da tradição anglo-saxônica anterior, e os historiadores se referiram alternativamente a Vulfrida como concubina de Edgar ou sua segunda esposa, embora nunca como cativa. Dado os costumes religiosos da época, a sua penitência estava provavelmente relacionada à violação da santidade de sua vocação religiosa, e não a qualquer afronta pessoal a Vulfrida. É claro que os dois podem ter tido uma amizade contínua muito depois de seu retorno a Wilton. De qualquer forma, Edgar parece ter reconhecido Edite como sua filha; o relacionamento pode ter sido considerado um casamento, apesar da sanção formal da Igreja, como era o costume da época, e, nesse caso, Edite seria uma filha legítima. 
Vulfrida continuou a ter uma influência considerável sobre Edgar após o seu retorno a Wilton. Ela conseguiu impedir que oficiais de justiça prendessem um ladrão que se havia  refugiado na abadia e conseguiu garantir a libertação de dois padres de Wilton que haviam sido presos. Como abadessa de Wilton, ela construiu um muro de pedra ao redor da abadia e também usou a sua riqueza para construir a coleção de relíquias da abadia.

## Veneração

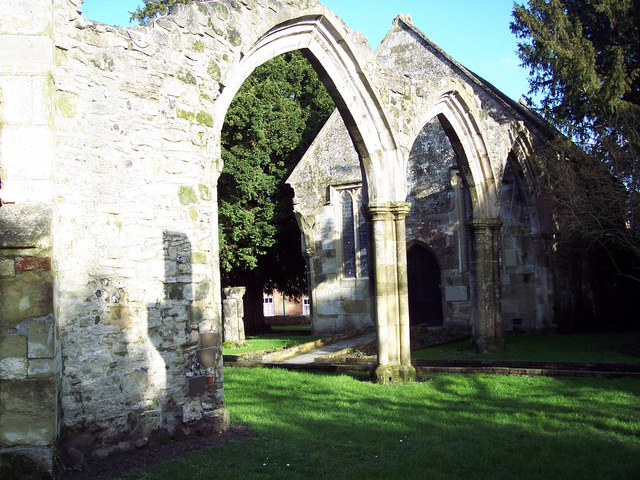
Igreja de Santa Maria, Wilton

Tanto Vulfrida como sua filha Edite foram consideradas santas depois de suas vidas. Vulfrida morreu em Wilton a 21 de setembro, provavelmente no ano 1000, e foi enterrada diante do altar principal da igreja da Abadia de Wilton.
O seu dia de festa é 13 de setembro. 

## Referências

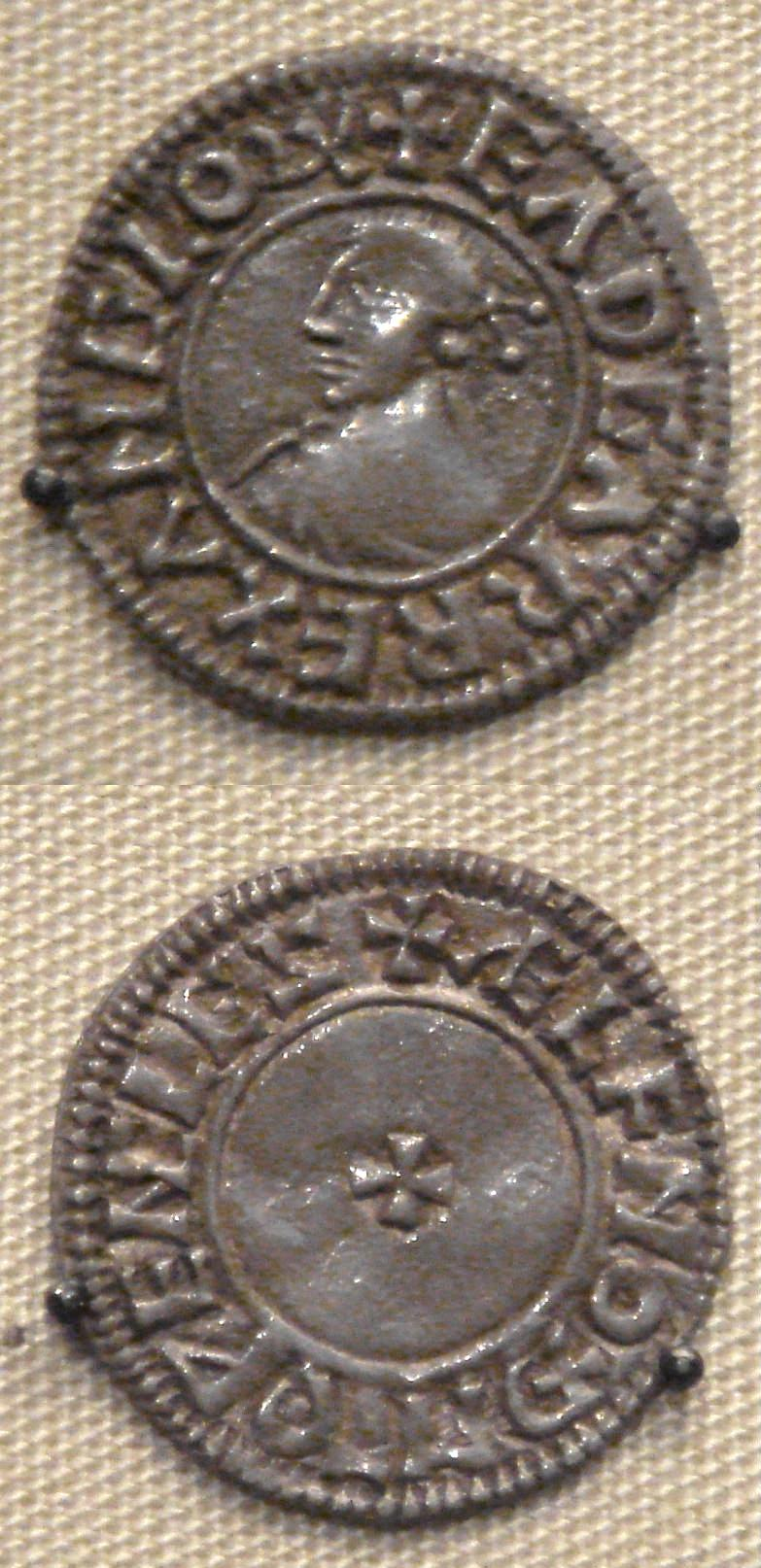
Moeda de Edgar, c.973.

## 33em
1. ↑  Stephen Morillo, The Haskins Society Journal (Boydell Press, 2003), page 97
2. ↑  Pauline Stafford, Queen Emma & Queen Edith (Blackwell, 2001), pp. 324-325
3. ↑  Mrs Jameson, Legends of the monastic orders: as represented in the fine arts, p. 95
4. ↑  Ann Williams,  Oxford Dictionary of National Biography (Oxford University Press, 2004), (Edgar Pacificus), accessed 16 May 2012 (Subscription site)
5. ↑  Wulfthryth at OxfordDNB (Subscription site)
6. ↑  Stephen Morillo, The Haskins Society Journal (Boydell Press, 2003)page 112
7. ↑  Gwen Seabourne, Imprisoning Medieval Women: The Non-judicial Confinement and Abduction of Women in England, c. 1170-1509 (Ashgate Publishing, Ltd., 2011) page 184
8. 1 2  Wulfthryth at OxfordDNB.
9. ↑  Barbara Yorke, Oxford Dictionary of National Biography (Oxford University Press, 2004), (St Wulfthryth, abbess of Wilton) accessdate=17 November 2012